# Gelasma atrapophanes
Gelasma atrapophanes är en fjärilsart som beskrevs av Louis Beethoven Prout 1911. Gelasma atrapophanes ingår i släktet Gelasma och familjen mätare. Inga underarter finns listade i Catalogue of Life.